# Hirtella aequatoriensis
Hirtella aequatoriensis là một loài thực vật có hoa trong họ Cám. Loài này được Prance mô tả khoa học đầu tiên năm 1999.